# Хейсс, Тара
Тара Хейсс (англ. Tara Heiss; 2 декабря 1956 — 8 июля 2023) — американская баскетболистка, в составе женской сборной США чемпионка мира (1979).

## Биография

### Игровая карьера
На студенческом уровне в течение трёх сезонов играла за команду «Мэриленд Террапинз», команду представляющую Мэрилендский университет в Колледж-Парке. За эти сезоны в составе команды она набрала 1000 очков, став первой баскетболисткой, заработав эти показатели, а по итогам сезона 1977/78 была названа Самым ценным игроком сезона.
В составе женской сборной США играла на ЧМ-1979, на котором американки завоевали золотые медали. В том же году в составе своей сборной играла на Панамериканских играх (серебро) и Летней Универсиаде (золото).
В следующем году вошла в состав сборной на ОИ-1980, но из-за бойкота американская сборная не участвовала в турнире. Помимо этого, Хейсс играла на любительском уровне за «Аллентаун Крестеттс» и «Нью-Джерси Джемс», но после расформирования «Джемс» она закончила игровую карьеру.

### Тренерская карьера
Работала помощницей главного тренера в студенческих командах Мэриленда и Таусона.

### Признание
В мае 2003 года была включена в Зал славы женского баскетбола.

### Смерть
Скончалась 8 июля 2023 года на 67-м году жизни.